# 老通城

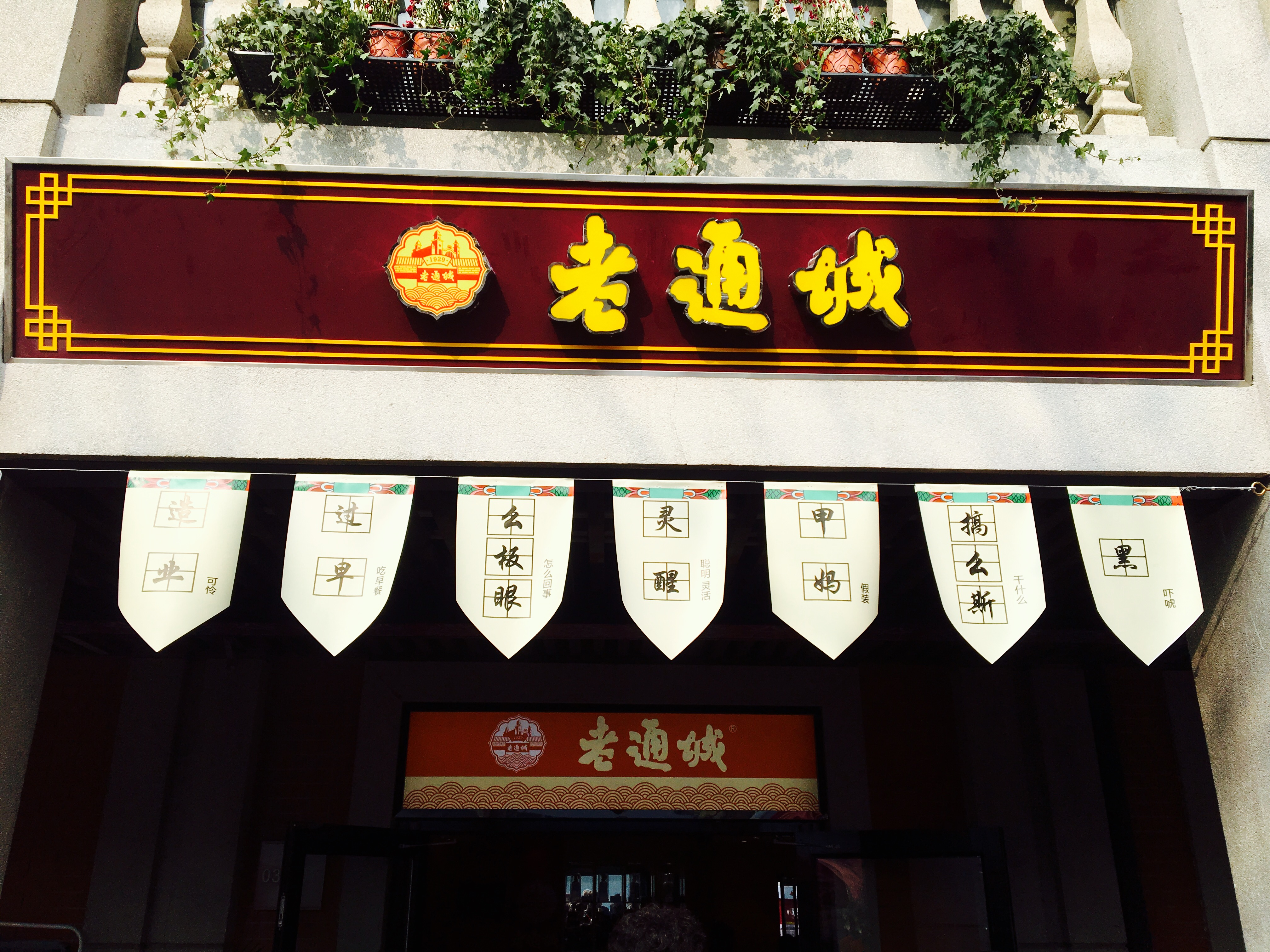
中山大道老通城店铺的招牌

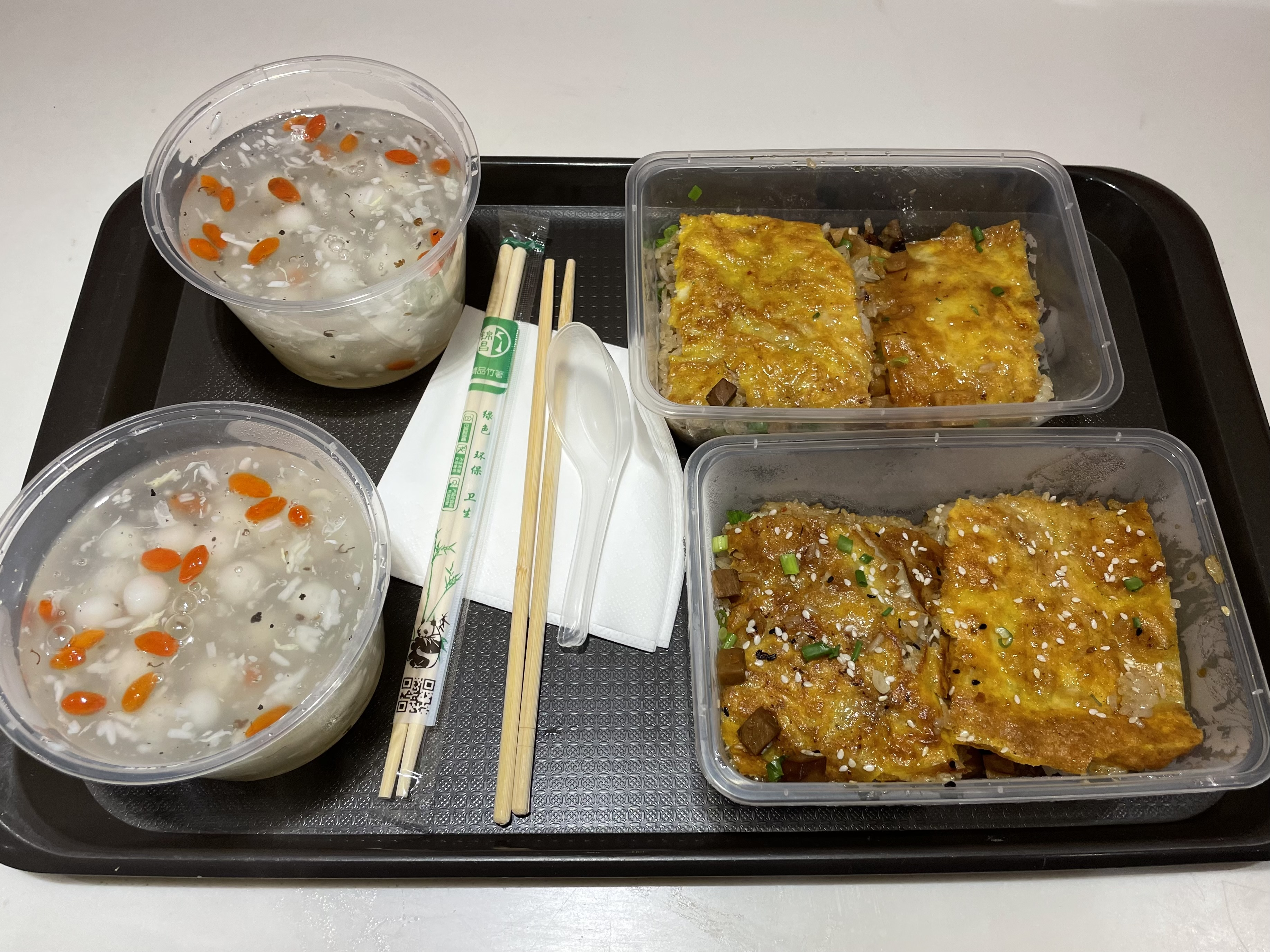
老通城的三鲜豆皮（右上），牛肉豆皮（右下）与桂花糊米酒（左）

老通城，原名“通城”饮食店，是湖北省武汉市的一家饮食店，以豆皮闻名。曾接待毛泽东、周恩来、刘少奇、朱德、邓小平、金日成等人
1929年汉阳人曾广城在大智路口开办老通城。于1954年改为国营，文革中改名东方红饭馆，1993年改组为股份有限公司，2006年停业，并且因此引起振兴武汉老字号的讨论。2007年，老通城总店被拆除，现为长江隧道的出口地。2010年4月，老通城于汉阳王家湾摩尔城再次开业
2016年12月28日，随着中山大道改造工程完成，老通城在中山大道吉庆街重新开张。